# Bolandia
Bolandia là một chi thực vật có hoa trong họ Cúc (Asteraceae).

## Loài
Chi Bolandia gồm các loài: